# Текмесса
Текмесса (др.-греч. Τέκμησσα) — персонаж древнегреческой мифологии. 
Дочь фригийца Телевтанта (или царя Тевтрании (Мисии) Тевфранта). Попала в плен во время Троянской войны. Возлюбленная Эанта Теламонида. Родила ему сына Еврисака. Оплакивала Эанта после его гибели.
Действующее лицо трагедии Софокла «Эант».
В честь Текмессы назван астероид (604) Текмесса, открытый в 1906 году.